# Нова Чорнорудка
Нова Чорнорудка (до 2016 — Жовтневе) — село в Україні, у Бердичівському районі Житомирської області. Населення становить 564 особи.
Перейменоване 12 травня 2016 року Верховною Радою України відповідно до закону про декомунізацію.

## Географія

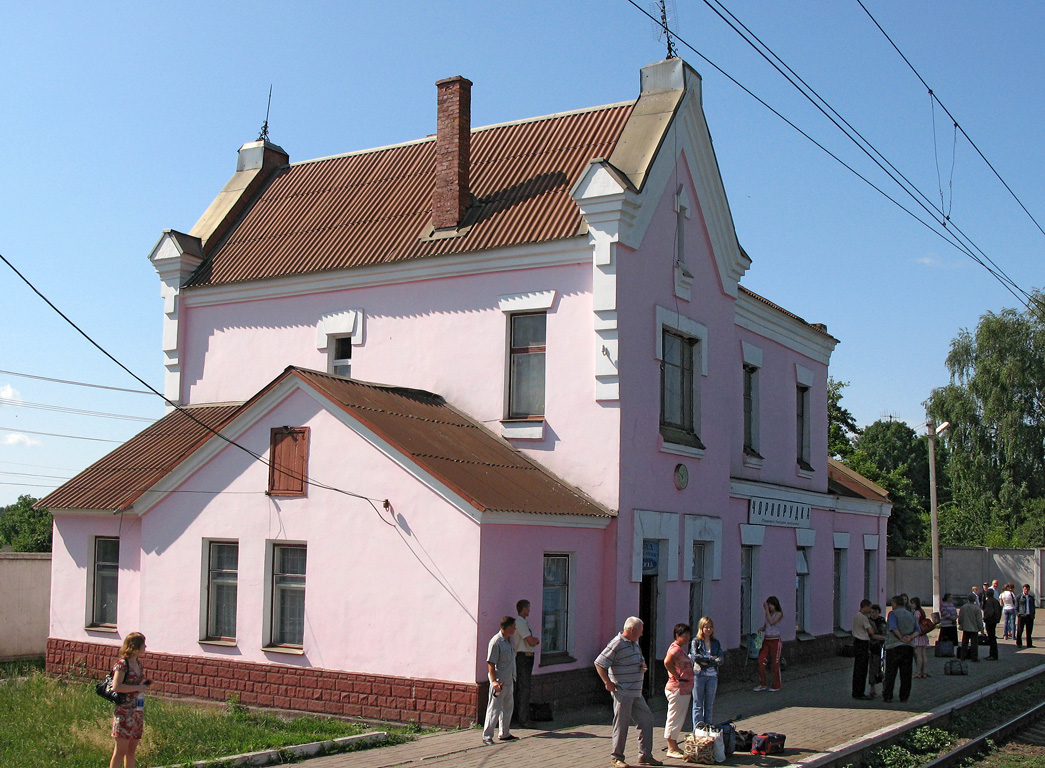
Вокзал станції Чорнорудка

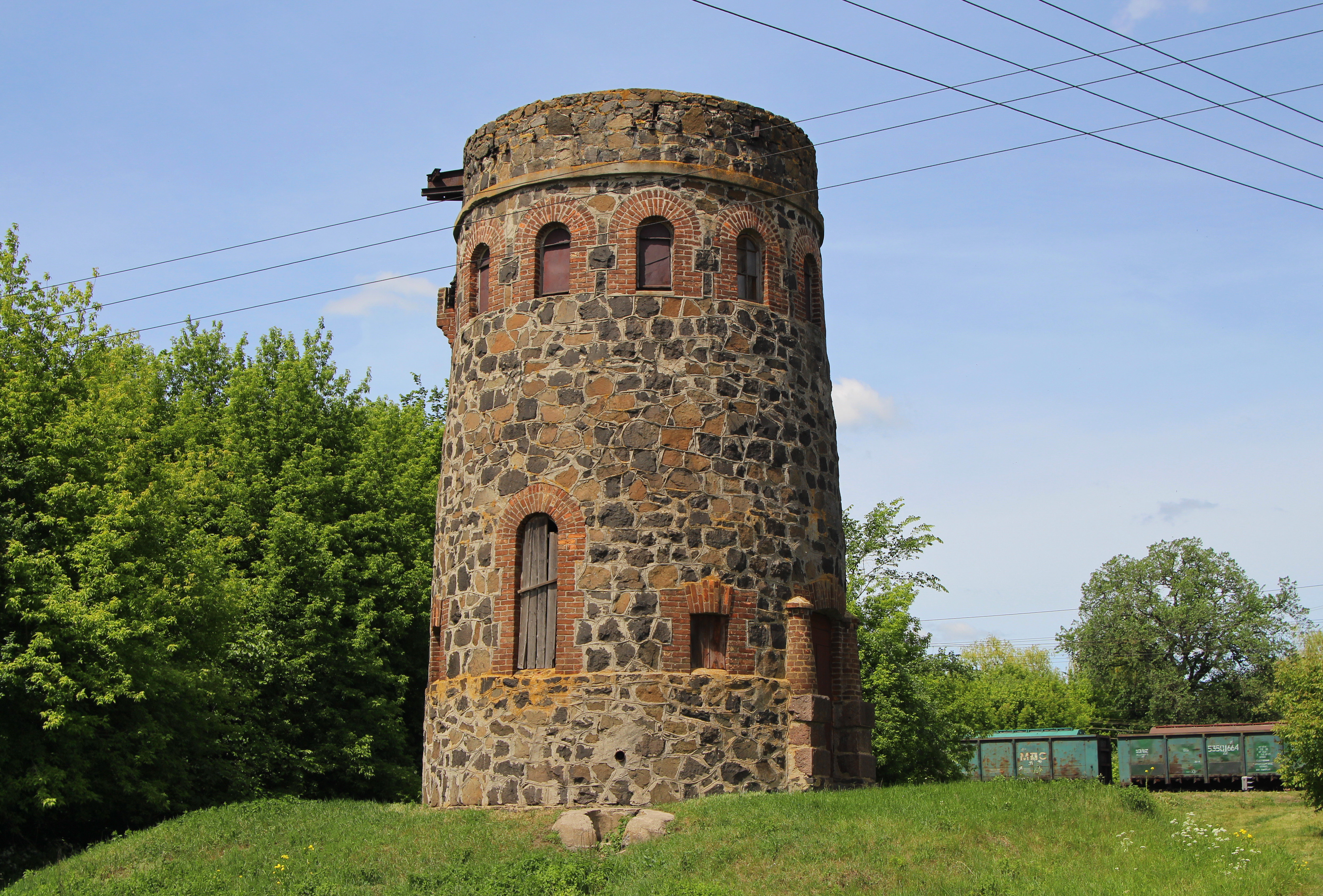
Водонапірна вежа, станція Чорнорудка

У селі розташована залізнична станція Чорнорудка та пролягає автошлях Т 0606.

## Населення

### Мова
Розподіл населення за рідною мовою за даними перепису 2001 року:
| Мова       | Кількість | Відсоток |
| ---------- | --------- | -------- |
| українська | 548       | 97.16%   |
| російська  | 14        | 2.48%    |
| вірменська | 1         | 0.18%    |
| румунська  | 1         | 0.18%    |
| Усього     | 564       | 100%     |

## Уродженці
- Мельниченко Микола Олександрович (1999—2022) — солдат Збройних Сил України, учасник російсько-української війни, що загинув у ході російського вторгнення в Україну в 2022 році.